# 科学技術勲章
科学技術勲章（かがくぎじゅつくんしょう、科學技術勳章、朝: 과학기술훈장）は、大韓民国の勲章。2001年1月8日の賞勲法改正により制定された、同国では最も新しい勲章である。

## 授与対象
科学技術勲章は賞勲法第17条5項により、「科学技術発展に寄与した功績が明確な者」へ授与されることが規定されている。

## 等級
科学技術勲章は5等級からなり、各等級の名称は賞勲法施行令第11条により定められている。
科学技術勲章の下位には賞勲法第26条5項で規定される科学技術褒章（かがくぎじゅつほうしょう、科學技術褒章、과학기술포장）が存在する。
| 等級 | 勲章名                                   | 略綬 |
| ---- | ---------------------------------------- | ---- |
| 1等  | 科学技術勲章創造章 (과학기술훈장 창조장) |      |
| 2等  | 科学技術勲章革新章 (과학기술훈장 혁신장) |      |
| 3等  | 科学技術勲章雄飛章 (과학기술훈장 웅비장) |      |
| 4等  | 科学技術勲章跳躍章 (과학기술훈장 도약장) |      |
| 5等  | 科学技術勲章進歩章 (과학기술훈장 진보장) |      |

## 意匠
科学技術勲章の各等級の意匠は賞勲法施行令第13条により定められている。章と綬からなる正章、襟章と略綬のセットが基本で、さらに上位2等級の創造章と革新章には副章が添う。
章飾の意匠は、表面中央にあしらわれた仰釜日晷の図の縁に小さい太極を巡らし、そこからそれぞれ六稜の銀色光線とDNAの二重らせんなどを表現した突起が伸びた形状で、正章の章には一対の無窮花のつぼみの鈕が付く。綬は藍色地の両端に白線が入り、進歩章から革新章までは細線が1本ずつ増えるが、創造章の大綬は無地（略綬は太線1本）となり、その本数（と太さ）で等級が区別される。
正章はそれぞれ、創造章は右肩から下げて佩用する大綬章、革新・雄飛各章は喉元に帯びて佩用する中綬章、跳躍・進歩各章は左胸に佩用するロゼット付き小綬章である。上位2等級の副章はいずれも左胸に佩用する星章である。また、科学技術褒章は跳躍・進歩各章と同じロゼット付き小綬章だが、金属部品は銀色となり、綬は藍色地の中央に白線1本が入る。
なお、従来の創造章の女性用章飾は男性用より小さい寸法が規定されていたが、2015年12月31日の賞勲法施行令改正により男性用の寸法に統合された。